# Chien nu

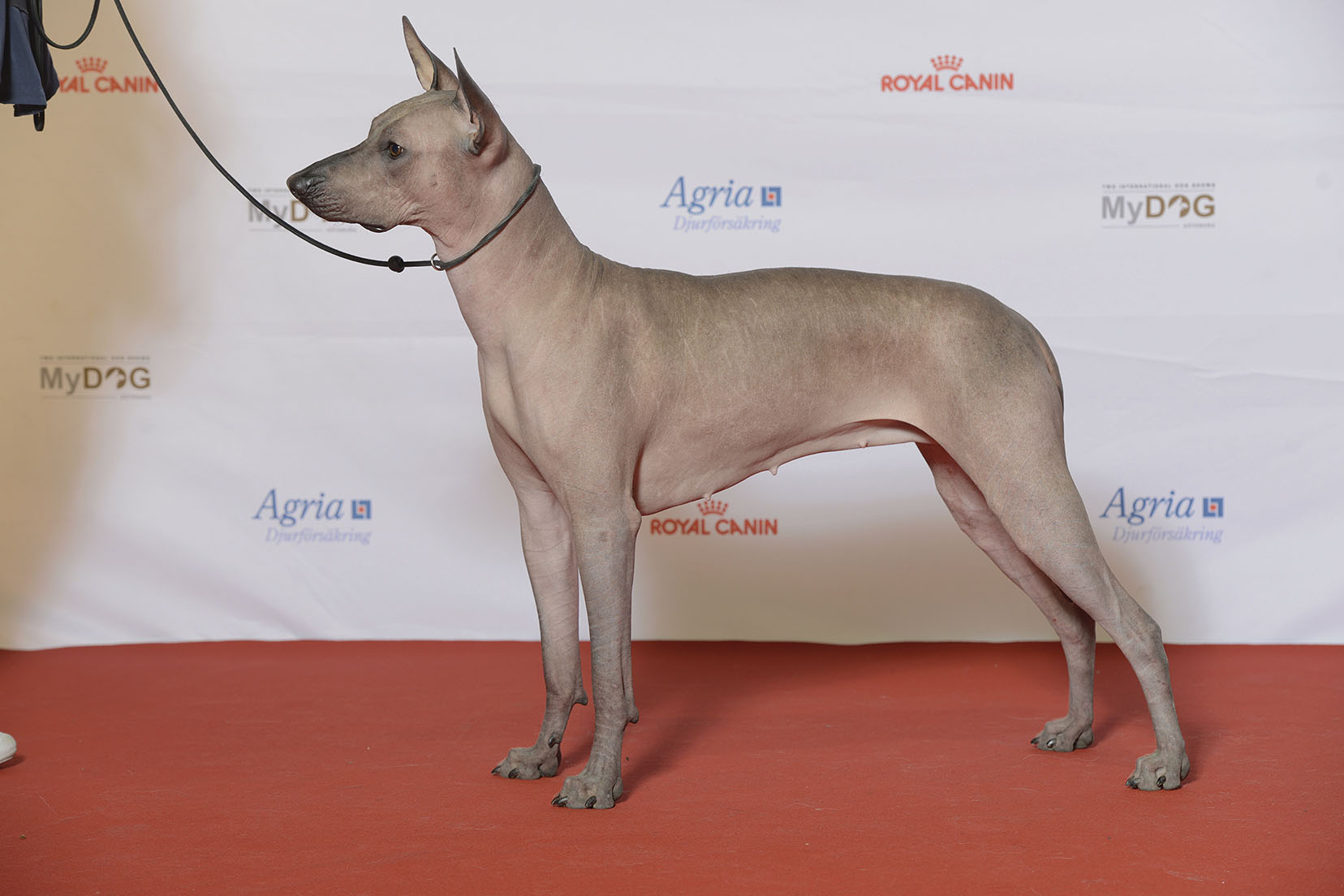
Le xoloitzcuintle, un exemple de race de chiens sans poil.

Les chiens nus sont des chiens à peau nue, du fait de disposition génétiques. Il existe deux origines génétiques à cette caractéristique, l'une dominante et l'autre récessive. On trouve des chiens nus principalement sur trois continents, en Asie, en Afrique et en Amérique :
- en Asie :
  - le chien chinois à crête ou chien nu chinois ou chinese crested dog,
- en Amérique centrale et du Sud :
  - le Xoloitzquintle ou chien nu mexicain,
  - le chien nu du Pérou,
  - le chyen fè aux Antilles,
- en Afrique :
  - le chien nu d'Afrique, d'Afrique du Sud.